# Mistrzostwa Europy w Biegach Przełajowych 2016
23. Mistrzostwa Europy w Biegach Przełajowych – zawody lekkoatletyczne w biegach przełajowych, które odbyły się 11 grudnia 2016 w mieście Chia we Włoszech.

## Rezultaty

### Mężczyźni
| Konkurencja:                 | 1. miejsce                                                                          | Rezultat | 2. miejsce                                                                               | Rezultat | 3. miejsce                                                                     | Rezultat |
| Seniorzy                     | Aras Kaya                                                                           | 27:39    | Polat Kemboi Arıkan                                                                      | 27:42    | Callum Hawkins                                                                 | 27:49    |
| Seniorzy – drużynowo         | Wielka Brytania · Callum Hawkins · Andrew Butchart · Andy Vernon · Ben Connor       | 28 pkt.  | Hiszpania · Ilias Fifa · Ayad Lamdassem · Adel Mechaal · Antonio Abadía                  | 32 pkt.  | Turcja · Aras Kaya · Polat Kemboi Arıkan · Kaan Kigen Özbilen · Alper Demir    | 38 pkt.  |
| Młodzieżowcy U23             | Isaac Kimeli                                                                        | 22:48    | Carlos Mayo                                                                              | 22:53    | Yemaneberhan Crippa                                                            | 22:54    |
| Młodzieżowcy U23 – drużynowo | Włochy · Yemaneberhan Crippa · Samuele Dini · Said Ettaqy · Lorenzo Dini            | 35 pkt.  | Belgia · Isaac Kimeli · Simon Debognies · Dieter Kersten · Steven Casteele               | 53 pkt.  | Wielka Brytania · Jonny Davies · Alex George · Ellis Cross · Alex Short        | 58 pkt.  |
| Juniorzy                     | Jakob Ingebrigtsen                                                                  | 17:06    | Yohanes Chiappinelli                                                                     | 17:14    | Mohamed Mahamed                                                                | 17:16    |
| Juniorzy – drużynowo         | Francja · Jimmy Gressier · Mohamed-Amine El Bouajaji · Hugo Hay · Abderrazak Charik | 26 pkt.  | Hiszpania · Adrián Ben · Miguel González · Jordi Terrents · Annasse Mahboub El Hamdouini | 42 pkt.  | Wielka Brytania · Mohamed Mahamed · Alexander Yee · Josh Kerr · Paulos Surafel | 43 pkt.  |

### Kobiety
| Konkurencja:                 | 1. miejsce                                                                              | Rezultat | 2. miejsce                                                                        | Rezultat | 3. miejsce                                                                         | Rezultat |
| Seniorki                     | Yasemin Can                                                                             | 24:46    | Meryem Akdağ                                                                      | 24:56    | Karoline Bjerkeli Grøvdal                                                          | 25:26    |
| Seniorki – drużynowo         | Turcja · Yasemin Can · Meryem Akdağ · Özlem Kaya · Sevilay Eytemis                      | 35 pkt.  | Wielka Brytania · Stephanie Twell · Gemma Steel · Katrina Wootton · Pippa Woolven | 51 pkt.  | Rumunia · Ancuta Bobocel · Roxana Bârcă · Cristina Negru · Paula Todoran           | 79 pkt.  |
| Młodzieżowcy U23             | Sofia Ennaoui                                                                           | 19:21    | Anna Gehring                                                                      | 19:24    | Alice Wright                                                                       | 19:42    |
| Młodzieżowcy U23 – drużynowo | Wielka Brytania · Alice Wright · Charlotte Taylor · Rebecca Murray · Jessica Judd       | 26 pkt.  | Niemcy · Anna Gehring · Caterina Granz · Carolin Kirtzel · Maya Rehberg           | 33 pkt.  | Włochy · Christine Santi · Silvia Oggioni · Roberta Ciappini · Costanza Martinetti | 67 pkt.  |
| Juniorki                     | Konstanze Klosterhalfen                                                                 | 12:26    | Anna Emilie Møller                                                                | 12:43    | Harriet Knowles-Jones                                                              | 12:52    |
| Juniorki – drużynowo         | Wielka Brytania · Harriet Knowles-Jones · Amelia Quirk · Victoria Weir · Gemma Holloway | 33 pkt.  | Niemcy · Konstanze Klosterhalfen · Alina Reh · Lisa Oed · Miriam Dattke           | 57 pkt.  | Holandia · Jasmijn Lau · Veerle Bakker · Merel van der Marel · Jasmijn Bakker      | 71 pkt.  |